# ميشيل تورنيه
مِشَل تُوْرْنِيَه (بالفرنسية: Michel Tournier)‏ (19 ديسمبر 1924 - 18 يناير 2016) روائي ومؤلف قصص قصيرة ودارس فرنسي من پاريس، يكتب في قصص الخيال للصغار والكبار. درس الفلسفة والقانون في جامعة پاريس - سوربون (Sorbonne) ولديه ولع بالتراث الألماني. حصل على الجائزة الكبرى للأكاديمية الفرنسية في الروايات (Grand Prix du roman de l'Académie française) عام 1967 لروايته جمعة أو حياة الفطرة (Vendredi ou les limbes du pacifique) وأيضا حصل على جائزة غونكور عام 1970 لروايته الغول (Le roi des aulnes)، فانتخب كأحد الأعضاء العشرة في أكاديمية غونكور منذ عام 1972 حتى استقالته عام 2011. تُرجم بعض من مؤلفاته لما لا يقل عن 36 لغة. توفي في 18 يناير 2016 في بلدية شوازيل في إقليم إفلين.

## من أهم المؤلفات
- Vendredi ou les Limbes du Pacifique (جمعة أو حياة الفطرة)، رواية مقتبسة من الرواية رَبنْسن كْرُوْزَو (Robinson Crusoe)، نشرت في 1967.
- Le Roi des aulnes (الغول)، رواية مستوحاة قليلا من إحدى أشعار الكاتب الألماني گَوْتَه (Goethe)، نشرت في 1970.
- Vendredi ou la Vie sauvage (جمعة أو الحياة المتوحشة)، إعادة صياغة الرواية الأولى للأطفال، نشرت في 1971.
- Les Météores (الجوزاء أو التوأمان)، رواية نشرت في 1975.
- Le Coq de bruyère (الطيهوج)، مجموعة قصصية تضمنت قصص قصيرة عديدة من بينها قصة Tupik (الفتى تُپِك) وأيضا نص لمسرحية، نشرت في 1978.
- Le Vent Paraclet (روح الريح)، سيرة ذاتية وتعليقات أدبية وفلسفية، نشرت في 1978.
- Gaspard, Melchior et Balthazar (المجوس الأربعة)، رواية نشرت في 1980.
- L'aire du muguet (حقل زنبق الوادي)، رواية نشرت في 1982.
- Gilles et Jeanne (جيل وجان)، رواية نشرت في 1983.
- Les Rois Mages (المجوس)، إعادة صياغة للأطفال لرواية المجوس الأربعة، نشرت في 1983.
- La Goutte d'Or (القطرة الذهبية)، رواية نشرت في 1985.
- Journal extime (مذكرات سطحية)، مذكرات اجتماعية وأدبية نشرت في 2002.

## التراجم إلى العربية[3]
- Vendredi ou la vie sauvage
  - حياة الغاب ، عديلة عباس (مصر)، 102 صفحة، 1988.
  - جمعة أو الحياة المتوحشة، قتلان ممدوح (سورية)، 160 صفحة، 1990.
- Vendredi ou les limbes du pacifique
  - جمعة أو حياة الفطرة، الطيّب بن رجب (تونس)، 158 صفحة، 2003.

## أفلام مقتبسة من المؤلفات[4]
- Le Coq de bruyère (الطيهوج)، 1980، فلم تلفازي بالفرنسية.
- Vendredi ou la vie sauvage (جمعة أو الحياة المتوحشة)، 1981، فلم تلفازي بالفرنسية.
- Tupik (الفتى تُپِك)، 1987، فلم قصير (12 د) بالفرنسية.
- Mirage dangereux (السراب الخطير)، 1987، مقتبس من رواية L'aire du muguet (حقل زنبق الوادي)، فلم تلفازي بالفرنسية.
- La Goutte d'Or (القطرة الذهبية)، 1990، فلم تلفازي (115 د) بالفرنسية.
- The Ogre (الغول)، 1996، فلم سينمائي (118 د) بالإنگليزية، بطولة الأمَرِكي جَوْن مالْكڤِچ (John Malkovich).
- Le nain rouge (القزم الأحمر)، 1998، فلم سينمائي (101 د) بالفرنسية.
- Vendredi ou un autre jour (جمعة أو يوم آخر)، 2005، مقتبس من رواية Vendredi ou les Limbes du Pacifique (جمعة أو حياة الفطرة)، فيلم سينمائي (120 د) بالفرنسية.

## روابط خارجية
- ميشيل تورنيه على موقع IMDb (الإنجليزية)
- ميشيل تورنيه على موقع الموسوعة البريطانية (الإنجليزية)
- ميشيل تورنيه على موقع مونزينجر (الألمانية)
- ميشيل تورنيه على موقع ألو سيني (الفرنسية)
- ميشيل تورنيه على موقع ميوزك برينز (الإنجليزية)
- ميشيل تورنيه على موقع قاعدة بيانات الأفلام السويدية (السويدية)
- ميشيل تورنيه على موقع إن إن دي بي (الإنجليزية)
- ميشيل تورنيه على موقع ديسكوغز (الإنجليزية)
- ميشيل تورنيه على موقع قاعدة بيانات الفيلم (الإنجليزية)
- ميشيل تورنيه على موقع كينوبويسك (الروسية)